# Hemifusus
Hemifusus is een geslacht van weekdieren uit de klasse van de Gastropoda (slakken).

## Soorten
- Hemifusus carinifer Habe & Kosuge, 1966
- Hemifusus colosseus (Lamarck, 1816)
- Hemifusus crassicauda (Philippi, 1849)
- Hemifusus elongatus (Lamarck, 1822)
- Hemifusus kawamurai Kira, 1965
- Hemifusus ternatanus (Gmelin, 1791)
- Hemifusus tuba (Gmelin, 1791)
- Hemifusus zhangyii Kosuge, 2008